# Joseph-Octave Delepierre

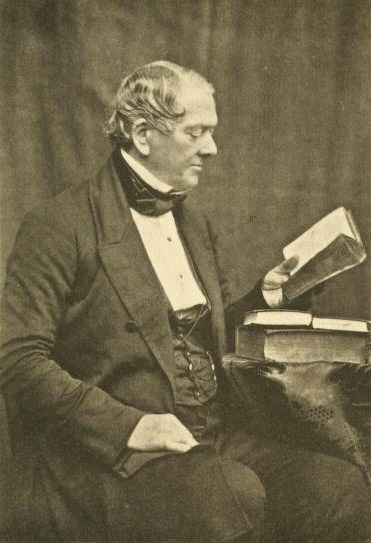
Delepierre gefotografeerd door Hugh Welch Diamond

Joseph-Octave Delepierre (Brugge, 12 maart 1802 - Londen, 18 augustus 1879) was een Belgisch auteur en historicus.

## Levensloop
Delepierre was de zoon van de naar Brugge overgeplaatste Franse ontvanger van belastingen Joseph Delepierre (1763-1825) en van Marie-Claire de Peñeranda (1773-1838). Hij trouwde met de Engelse Emily Napier (1809-1848).
Hij behaalde zijn diploma van doctor in de rechten aan de universiteit van Gent in 1824 en van 1827 tot 1837 was hij advocaat in Brugge. Daarnaast werd hij in 1831 adjunct-stadssecretaris en adjunct-bibliothecaris van Brugge. In 1837 werd hij archivaris van de provincie West-Vlaanderen en in 1838 bibliothecaris van Brugge.
Delepierre was een pionier in de letteren. Hij bezorgde de eerste uitgave in het Frans van het Latijnse verhaal over de moord op Karel de Goede door Galbert van Brugge. Hij lag aan de basis van zowel De leeuw van Vlaanderen van Hendrik Conscience als van de beroemde Thyl Ulenspieghel van Charles de Coster.
Delepierre was een van de acht stichtende leden van het Genootschap voor Geschiedenis te Brugge, waarvan hij bestuurslid bleef tot in 1843.
In 1842 verliet hij Brugge voor een betrekking bij de Belgische ambassade in Londen, eerst als ambassaderaad, nadien als consul-generaal. Hij bleef publiceren over zijn hobby's, die verschillend waren van wat hem in Brugge had beziggehouden.

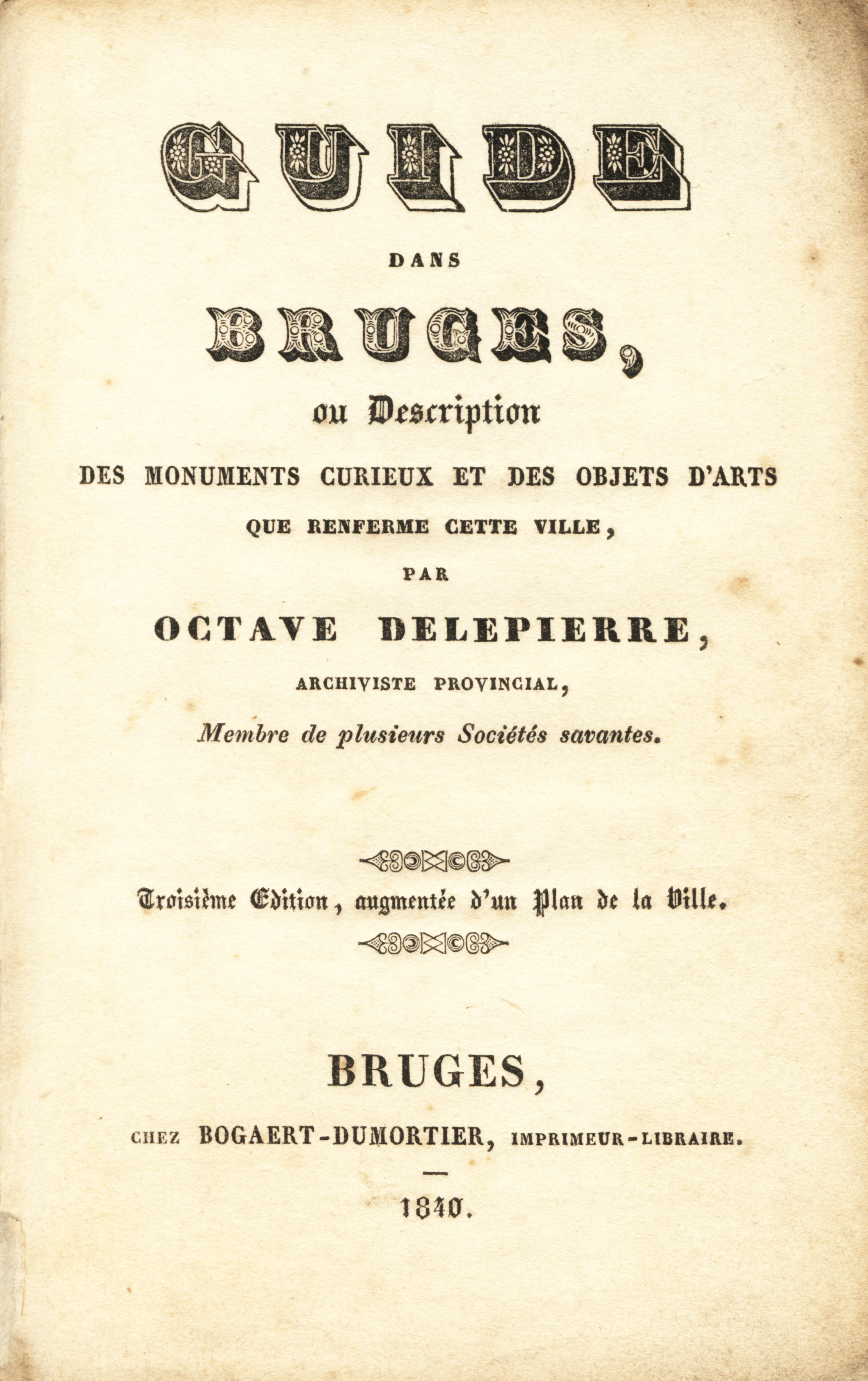
Titelpagina van Guide dans Bruges, uitgave 1840

## Publicaties
Voor een volledige bibliografie van Delepierre, zie L. VAN BIERVLIET, J.O. Delepierre. Brugs historicus, publicist en bibliofiel, in: Handelingen van het Genootschap voor Geschiedenis te Brugge, 1981, 246-290.
- Histoire du règne de Charles le Bon (samen met Jan Perneel, vertaling van het verhaal van Galbertus van Brugge), Brussel, 1830.
- Chroniques, traditions et légendes de l'ancienne histoire des Flamands, Rijsel, 1834.
- Aventures de Tiel Ulenspiegel, Brugge, 1835.
- Album pittoresque de Bruges, 2 delen, Brugge, 1837-1840.
- Guide dans Bruges, Brugge, 1837 (heruitgegeven in 1838, 1840, 1847, 1851 en 1852).
- Le Roman du Renard, Parijs, 1837.
- Galerie d'artistes brugeois, Brugge, 1840.
- Précis analytique des documents que renferme le dépot des archives de la Flandre-Occidentale, à Bruges, 3 delen, Brugge, 1840-1842 (voortgezet door Félix Priem, 9 delen, Brugge, 1843-1858).
- Biographie des hommes remarquables de la Flandre Occidentale (samen met Charles Carton, Ferdinand Van de Putte en Jacques de Mersseman), 4 delen, Brugge, 1843-1849.